# Claus Lämmle
Claus Lämmle (* 1959 in Winnenden) ist ein deutscher Maler,  Konzeptkünstler und Designer.

## Leben
Claus Lämmle studierte von 1982 bis 1992 Malerei an der Staatlichen Akademie der Bildenden Künste Stuttgart bei Erich Mansen, Herwig Schubert und K.R.H. Sonderborg sowie an der École Supérieure d'Art & de Design Marseille-Mediterranée (ESADAMM) bei Max Charvolen. 1987 gründete er das Büro Plasz (später: bueroplasz) als „Experimentierfeld, offenes Sammelbecken und Durchgangsstation für gedankliche Prozesse jeglicher Herkunft“. 1994 erhielt er einen befristeten Lehrauftrag für Kunst und neue Medien an der École Supérieure d'Art et Design Toulon Provence Méditarranée (ESADTPM). 2013 übernahm er einen befristeten Lehrauftrag an der Hochschule für angewandte Wissenschaften Coburg, Fakultät Bauen&Design. Seit 1995 wird Lämmle vertreten durch die Verwertungsgesellschaft Bild-Kunst und die Artists Rights Society (ARSNY). Lämmle lebt und arbeitet seit 2007 vorwiegend auf Schloss Lauterbach (Neukirchen).

## Wirken
Die malerische Arbeit von Claus Laemmle kann als eine Art Feldforschung beschrieben werden, die auf Erweiterung, auf Integration neuer Erfahrungen und auf die Initiierung von Denkvorgängen angelegt ist. In immer gleich großen, fast quadratischen Formaten wird Spontaneität gegen Ordnung gesetzt, wird Malerei prozeßhaft als Dualität von Emotion und Strenge vorgeführt. Die Betrachtung des Malers im Handeln gilt der räumlichen Schichtung der Farben, ihrer im farbigen Umfeld jeweils exakt definierten Ordnung. Die Farbsetzung ist in der Spontaneität beherrscht und in der Strenge locker, dabei aber immer von großer sinnlicher Schönheit.
Neuere Arbeiten verfolgen wieder, wie bereits in frühen Jahren, einen gesamtgestalterischen, räumlichen Ansatz. Die Autorinnen Annia Schulz und Dagmar Glück schreiben über seine Arbeit: „Defined by the interplay of light, form, material and space“.

## Stipendien / Auszeichnungen
- 1988 bis 1990 Atelierstipendium des Landes Baden-Württemberg

- 1991 Förderung durch das Ministerium für Wissenschaft und Kunst Baden-Württemberg

- 1991 Akademiepreis, Staatliche Akademie der Bildenden Künste Stuttgart

- 1992 Debütantenausstellung, Förderstipendium der Staatlichen Akademie der Bildenden Künste Stuttgart

- 1992 Stipendium der Kunststiftung Baden-Württemberg für Malerei[10]

- 1991 Förderung durch das Ministerium für Wissenschaft und Kunst Baden-Württemberg

- 1992 Auslandsstipendium des OFAJ, ESBAM Marseille

- 1993 Förderpreis der Nürnberger Hypo Vereinsbank

## Ausstellungen (Auswahl)
- 1989: Circolo Culturale Bertolt Brecht, Mailand
- 1990: Anmut Galerie und Sammlung Nöth, Kirchheim
- 1991: Galerie Mock, Ulm
- 1991: Galerie i. H. Behr, Stuttgart
- 1991: Debutantenausstellung, Akademie der Bildenden Künste, Stuttgart
- 1992: Klimaraum, Stuttgart
- 1993: Kunsthaus Schaller, Stuttgart
- 1994: Zwei Hähnchen, Kunstverein Ulm
- 1994: Galerie du Faisan, Strasbourg
- 1994: Von Nah und Fern, Galerie Kinter, Remshalden
- 1994: Kunsthalle Mannheim – Stipendiaten der Kunststiftung
- 1994: POLIS, École des Beaux Arts, Toulon
- 1994: Staatliche Kunsthalle Baden-Baden – Stipendiaten der Kunststiftung
- 1995: Lernen durch erfinden, DHW, Waiblingen
- 1995: Kunsthaus Schaller, Stuttgart
- 1995: De près et de loin, Ausstellung Art Transit, Marseille
- 1995: Da vicino et lontano, Care Of, Mailand
- 1996: Ausstellung Wettbewerbsbeiträge, Prix Ars Electronica, Linz
- 1996: Klasse Erich Mansen, Galerie unterm Turm, Stuttgart und Städtische Galerie Reutlingen
- 1997: Care Of, Spazio d’arte, Mailand
- 2004: Care Of, Spazio d’arte, Mailand
- 2011: BUNT, Schloss Lauterbach, Neukirchen